# Filmåret 1899

## Årets filmer
- La bonne absinthe[1]
- Jeanne d'Arc

## Födda
- 28 januari – Märta Ekström, svensk skådespelare och sångerska.
- 6 februari – Ramon Novarro, mexikansk-amerikansk skådespelare.
- 13 februari – Gale Sondergaard, skådespelare.
- 21 februari – Sigrid Holmquist, svensk skådespelare.
- 5 april – Gunnar Ossiander, svensk skådespelare.
- 27 april – Walter Lantz, amerikansk animatör, filmregissör och filmproducent.
- 29 april
  - Yngve Sköld, svensk kompositör, skådespelare, pianist och organist.
  - Håkan Westergren, svensk skådespelare.
- 10 maj – Fred Astaire, amerikansk dansör och skådespelare.
- 26 maj – David Erikson, svensk skådespelare.
- 4 juni – Gertrud Bodlund, svensk skådespelare och scripta.
- 16 juni – Einar Hanson, svensk skådespelare.
- 30 juni – Madge Bellamy, skådespelare.
- 1 juli – Charles Laughton, amerikansk skådespelare.
- 6 juli – Gustav Ucicky, österrikisk filmregissör.
- 7 juli – George Cukor, amerikansk filmregissör.
- 10 juli – John Gilbert, amerikansk skådespelare.
- 14 juli – Signe Enwall, svensk skådespelare.
- 17 juli – James Cagney, amerikansk skådespelare.
- 25 juli – Tove Tellback, norsk skådespelare.
- 6 augusti – Lillebil Ibsen, norsk skådespelare.
- 13 augusti – Sir Alfred Hitchcock, brittisk filmregissör.
- 21 augusti – Per Hjern, svensk skådespelare.
- 2 september – Gunnar Skoglund, svensk skådespelare, manusförfattare och regissör.
- 8 september – Alice O'Fredericks, svensk-dansk skådespelare, scripta, manusförfattare och regissör.
- 16 september – Edit Ernholm, svensk skådespelare.
- 11 oktober – Inga Ellis, svensk skådespelare.
- 20 oktober – Evelyn Brent, amerikansk skådespelare.
- 30 oktober – Einar Fagstad, svensk sångare, skådespelare, kompositör och musiker (dragspel).
- 9 november – Winifred Westover, amerikansk skådespelare.
- 10 november – Dora Söderberg, svensk skådespelare.
- 11 november – Hilding Rolin, svensk skådespelare.
- 17 november – Douglas Shearer, ljudingenjör och pionjär inom ljudfilm.
- 16 december – Noël Coward, brittisk pjäsförfattare, skådespelare, regissör, manusförfattare och producent.
- 20 december – Olle Ek, svensk skådespelare.
- 25 december – Humphrey Bogart, amerikansk skådespelare.

### Fotnoter
1. ↑  IMDB, läst 1 mars 2012